# Waterrijk (Assendelft)

Locatie van de wijk in Zaanstad

Waterrijk vormt samen met Parkrijk de Vinex-wijk Saendelft, in het Noord-Hollandse Assendelft, in de gemeente Zaanstad.
Waterrijk heeft 5790 inwoners, een oppervlakte van 328 hectare (waarvan 23 hectare uit water bestaat) en de bevolkingsdichtheid bedraagt 1898 inwoners per km2. In de wijk is het industriegebied van Assendelft gelegen. Waterrijk zelf heeft geen supermarkten of andere voorzieningen, maar het westelijke deel van Saendelft heeft deze wel. De bouw van Saendelft begon in 1996. Inmiddels wordt er niet meer in Waterrijk gebouwd, maar in Parkrijk wordt wel nog steeds gebouwd. De wijk is goed te bereiken door de Noorderveenweg (S154). Deze weg loopt vanaf de A8 via een rotonde met de Dorpsstraat naar Parkrijk.